# Amira Ben Amor
Pour les articles homonymes, voir Ben Amor.
Amira Ben Amor, née le 7 septembre 1985 à Nabeul, est une coureuse de fond tunisienne.
Elle participe au marathon des Jeux olympiques d'été de 2012, se plaçant à la 80e place avec un temps de 2 h 40 min 13 s et battant par la même occasion le record national tunisien.